# Ursel Kerstein

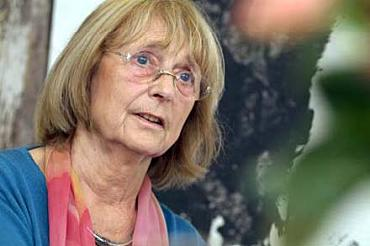
Ursel Kerstein (1994)

Ursel Kerstein (* 4. Februar 1931 in Bremen als Ursula Fascher; † 10. November 2013 in Bremen) war eine deutsche Politikerin (SPD) und parlamentarisch wie außerparlamentarisch engagiert. Sie war von 1975 bis 1981 Mitglied der Bremischen Bürgerschaft und von 1982 bis 1994 die erste Frauenbeauftragte der Freien Hansestadt Bremen.

## Biografie

### Familie, Ausbildung und Beruf
Ursel Kerstein war eines von fünf Kindern aus der Ehe des kaufmännischen Angestellten Friedrich Fascher und der Musikpädagogin Edith Fascher, geb. Borm. Sie besuchte die Waldorfschule und war nach einem Studium der Sozialpädagogik als Sozialarbeiterin in Bremen tätig. Sie war in erster Ehe verheiratet mit Kurt Lampe; aus dieser Ehe ging ein Sohn hervor. In zweiter Ehe war sie mit dem Architekten Thomas Kerstein verheiratet; zusammen hatten sie eine Tochter.

### Politisches und bürgerschaftliches Engagement
Kerstein trat 1966 in die SPD ein und war im SPD-Ortsverein Bremen-Altstadt und zugleich in mehreren Bürgerinitiativen aktiv, etwa in einer Initiative gegen das spätere Kernkraftwerk Unterweser. Ab 1973 engagierte sie sich gemeinsam mit Olaf Dinné (SPD, später für die Bremer Grüne Liste Mitglied der Bürgerschaft) und anderen im Widerstand gegen die vom SPD-geführten Bremer Senat geplante sogenannte „Mozarttrasse“ und verhinderte damit die Zerstörung des Bremer Wohngebietes „Viertel“.
2009 erhielt der Arbeitskreis Ostertorsanierung die „Bremer Auszeichnung für Baukultur“. Mit diesem Preis ehrten der Bremer Senator für Umwelt, Bau, Verkehr und Europa und das Bremer Zentrum für Baukultur Bürger, „die sich durch ihr Engagement für das historische Stadtbild, für die städtebauliche und baukünstlerische Entwicklung und für die Vermittlung baukünstlerischer Werte – insbesondere in Bremen – verdient gemacht haben“. Unter den 13 geehrten Persönlichkeiten befanden sich neben Ursel Kerstein auch ihr Ehemann Thomas Kerstein sowie ihre langjährigen Mitstreiter Olaf Dinné und Hans-Martin Sixt.
Vom 13. Oktober 1975 bis zum 31. Dezember 1981 war Kerstein SPD-Abgeordnete in der Bremischen Bürgerschaft der 9. und 10. Wahlperiode. Dort wirkte sie unter anderem in den Deputationen für Sozialhilfe, für Rechtspflege und Strafvollzug und für Umweltschutz mit.

### Landesfrauenbeauftragte
1982 wurde die Bremische Zentralstelle für die Verwirklichung der Gleichberechtigung der Frau (ZGF) gegründet und bei der Senatskanzlei, der Behörde des Präsidenten des Senats und Bürgermeisters Hans Koschnick (SPD), angesiedelt. Kerstein wurde am 9. Dezember 1981 von der Bremischen Bürgerschaft zur ersten Frauenbeauftragten des Landes Bremen gewählt und trat ihr Amt am 1. Januar 1982 an. In ihrer Funktion leitete sie die ZGF und nahm an den Sitzungen des Bremer Senats beratend teil. Aufsehen erregte die ZGF mit einer Ausstellung über das Thema „Frauenfeindlichkeit in der Werbung“ und eine Studie zur „Gewalt gegen Frauen“ führte unter anderem zur Einführung eines Sonderdezernats bei der bremischen Staatsanwaltschaft. In Kersteins Amtszeit fällt auch die Verabschiedung des Landesgleichstellungsgesetzes vom 20. November 1990, welches Frauenförderpläne vorschreibt und bei Ausschreibungen für den öffentlichen Dienst vorsieht, dass Frauen vorrangig zu berücksichtigen sind, wenn sie die gleiche Qualifikation aufweisen wie Männer. 1994 schied Kerstein aus dem Amt der Frauenbeauftragten aus, ihre Nachfolgerin wurde am 1. September 1994 Ulrike Hauffe.

### Engagement in der Straffälligenhilfe
Kerstein war von 1976 bis 1982 Geschäftsführerin des Vereins „Bremische Straffälligenbetreuung“. In dieser Zeit baute sie gemeinsam mit Hans-Christoph Hoppensack, dem damaligen Leiter des Amtes für Soziale Dienste Bremen, die Zentralstelle für Straffälligenhilfe als Kooperationsprojekt zur schnellen und unbürokratischen Hilfe für Straffällige, Haftentlassene und deren Angehörige auf. Seit 1982 engagierte sie sich im Vorstand dieses Vereins, nach ihrem Ausscheiden aus dem Amt der Landesfrauenbeauftragten fungierte sie ab 1994 als Vorsitzende.